# 당산서중학교 축구부
당산서중학교 축구부는 서울특별시에 위치한 당산서중학교의 축구부이다. 당산서중학교가 운영하는 축구부로 1995년에 창단  하였다.

## 같이 보기
- 당산서중학교